# آمبروس مندولو دلامینی
آمبروس مندولو دلامینی (انگلیسی: Ambrose Mandvulo Dlamini؛ زادهٔ ۵ مارس ۱۹۶۸ – درگذشته ۱۳ دسامبر ۲۰۲۰) سیاست‌مدار اهل اسواتینی و نخست‌وزیر اسواتینی بود.
او در ۱۳ دسامبر ۲۰۲۰ و به دلیل ابتلا به ویروس کرونا درگذشت.